# Łańcuch wakatów
Łańcuch wakatów - (ang. vacancy chain) struktura społeczna, w której zasoby są przekazywane konsumentom. W łańcuchu wakatów nowy zasób, który pojawia się w populacji jest zagospodarowywany przez pierwszego w kolejności osobnika, który z kolei pozostawia swoje poprzednie dobra. Ten stary przedmiot jest z kolei przejmowany przez kolejną osobę, która pozostawia to, co miała dotychczas. Proces ten jest powtarzany.

## Łańcuch wakatów w świecie zwierząt
Badania wykazały, że kraby pustelniki wykazują zachowania zgodne z łańcuchem wakatów wymieniając się muszlami. Taki łańcuch obejmuje dwa do trzech krabów (przeciętnie 2,5).